# 許捷
許捷（16世紀—17世紀），字雲賓，南直隸徽州府祁門縣人，明朝政治人物。

## 生平
許捷在天啟四年（1624年）中舉人，崇禎元年（1628年）成進士，獲授戶部主事榷稅河西，之後轉任寧波知府；寧波舊俗生下女兒就溺死，他親自拜祭曹娥祠以改變風。很快朝廷以他能治理邊疆擢平樂知府，在其威德並用下令蠻民順服，再陞任浙江寧海分巡道，死後入祀名宦祠。

## 引用
1. 1 2  同治《祁門縣志·卷二十五·人物志》：許捷，字雲賓，試之子，崇正戊辰進士，初榷河西，入為部郎，遷寧波知府；其俗生女輒溺之，捷躬祀曹娥祠以激勵之，俗遂變。旋以邊才擢廣西平樂府，地近蠻徼，捷威德並用，蠻民率服，陞任海寧分巡道，卒祀名宦。 見舊志
2. ↑  同治《祁門縣志·卷二十二·選舉志》：天啟四年甲子（舉人） 許捷 習《春秋》試子，中崇正戊辰科進士